# Ian Siegal

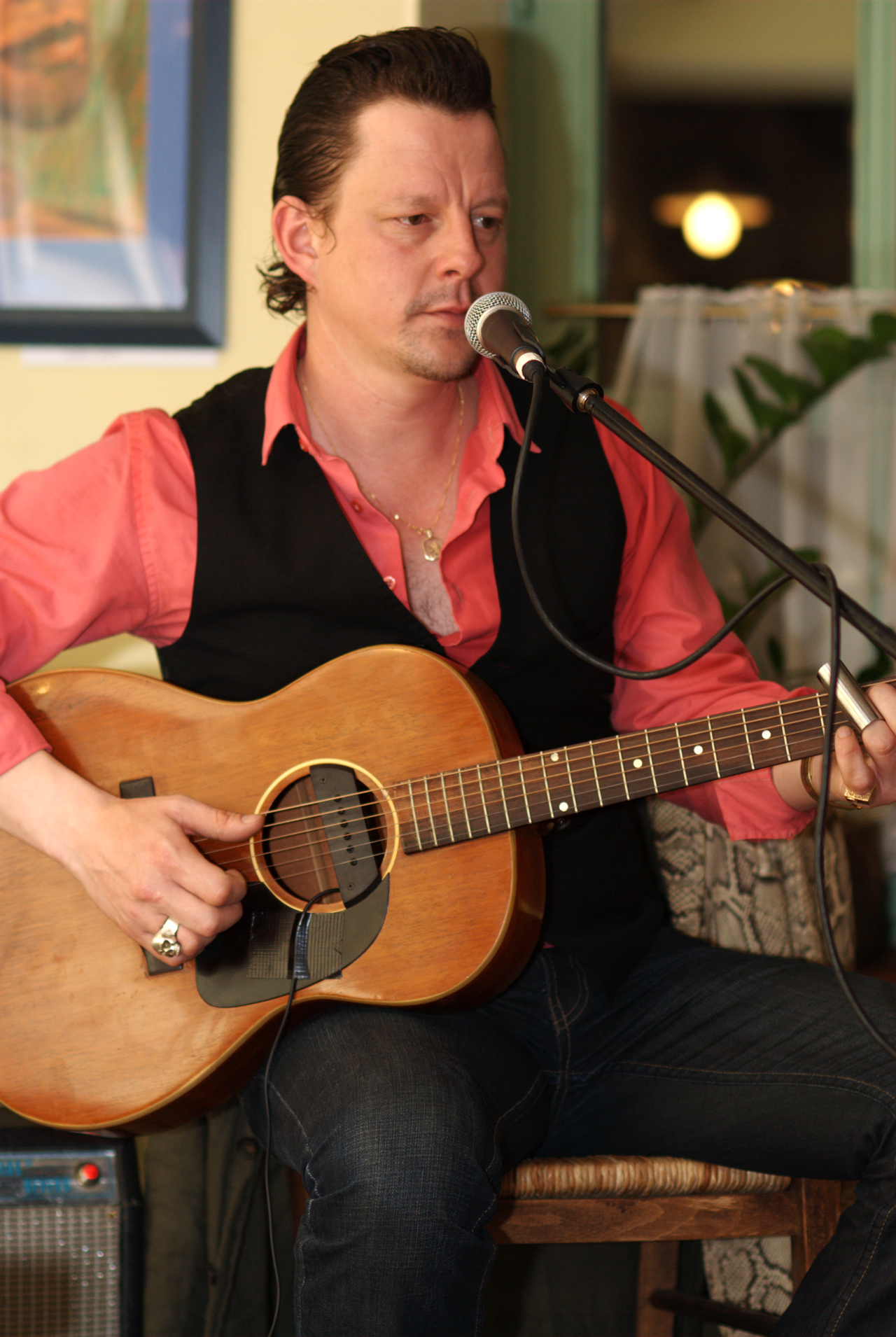
Ian Siegal

Ian Siegal (* 1971 in England) ist ein britischer Blues-Musiker und Singer-Songwriter.

## Leben
Siegal entdeckte  mit der Musik von Buddy Holly, Jerry Lee Lewis, Elvis Presley und Chuck Berry seine Liebe zum Blues. Mit 16 arbeitete er als Roadie für die Band seines Cousins. Dort bekam er auch zufällig die Gelegenheit vor Publikum zu singen, mit überraschendem Erfolg. Mit 18 brachte er sich Gitarre bei. Mit 20 brach er sein Kunststudium ab und ging nach Berlin. Dort perfektionierte er seine Gitarrentechnik und beschloss, als er zurück nach England ging, eine Musikkarriere zu starten. Er blieb für fünf Jahre in Nottingham, wo er und eine neu gegründete Band ein fixer Bestandteil der lokalen Musikszene wurden. Später ging er nach London, um seine Musikkarriere auszubauen und gründete dort eine neue, seine aktuelle Band.
In die British Blues Awards Hall of Fame ging er ein, da er in der Kategorie „Male Vocals“ 2011, 2012 und 2013 Sieger wurde. Den „The Kevin Thorpe Award Songwriter Of The Year“ erhielt er 2013 für den Song I Am The Train. Zudem wurde er 2012, 2015 und 2016 in der Kategorie „Accustic Act“ ausgezeichnet, 2010 gewann er mit seiner Band den Titel als beste Bluesband, und 2013 wurde er mit den Mississippi Mudbloods für das Album Candy Store Kid ausgezeichnet.
2018 gewann Siegal zwei UK Blues Awards, und zwar in den Kategorien „Male Blues Vocalist of the Year“ und „Acustic Blues Act of the Year“.

## Einflüsse
Stark beeinflusst wurde Ian Siegal von den Werken von britischen Blues-Rock der 1960er- und 1970er-Jahre.

## Band
- Ian Siegal – Gesang, Gitarre
- Andy Graham – Bass
- Nikolaj Bjerre – Schlagzeug
- Matt Schofield – Gitarre
- Jonny Henderson – Orgel

## Diskografie
- 2002 – Standing in the Morning
- 2005 – Meat & Potatoes
- 2007 – Swagger
- 2008 – The Dust
- 2009 – Broadside
- 2011 – The Skinny (Ian Siegal and the Youngest Sons)
- 2012 – Candy Store (Ian Siegal and the Mississippi Mudbloods)
- 2014 – Man and Guitar
- 2014 – Picnic Sessions
- 2015 – One Night in Amsterdam
- 2016 – Wayward Sons (mit Jimbo Mathus)
- 2018 – All The Rage